# Condado de Codington
El condado de Codington (en inglés: Codington County, South Dakota), fundado en 1877,  es uno de los 66 condados  en el estado estadounidense de Dakota del Sur. En el 2000 el condado tenía una población de 25 897 habitantes en una densidad poblacional de 15 personas por km². La sede del condado es Watertown.

## Geografía
Según la Oficina del Censo, el condado tiene un área total de 1857 km² (717 mi²), de la cual 1781 km² (687,6 mi²) es tierra y 76 km² (29,3 mi²) es agua.

### Condados adyacentes
- Condado de Grant - noreste
- Condado de Deuel - sureste
- Condado de Hamlin - sur
- Condado de Clark - oeste
- Condado de Day - noroeste

## Demografía
En el 2000 la renta per cápita promedia del condado era de $36 257, y el ingreso promedio para una familia era de $45 153. El ingreso per cápita para el condado era de $18 761. En 2000 los hombres tenían un ingreso per cápita de $30 279 versus $19 826 para las mujeres. Alrededor del 9.00% de la población estaba bajo el umbral de pobreza nacional.
| 1900 | 1910   | 1920   | 1930   | 1940   | 1950   | 1960   | 1970   | 1980   | 1990   | 2000   | Est. 2008 |
| ---- | ------ | ------ | ------ | ------ | ------ | ------ | ------ | ------ | ------ | ------ | --------- |
| 8770 | 14 092 | 16 549 | 17 457 | 17 014 | 18 944 | 20 220 | 19 140 | 20 885 | 22 698 | 25 897 | 26 317    |

## Ciudades y pueblos
- Appleby
- Florence
- Grover
- Henry
- Kampeska
- Kranzburg
- Rauville
- South Shore
- Wallace
- Watertown
- Waverly

## Mayores autopistas
- Interestatal 29
- Carretera de U.S.81
- Carretera de U.S.212
- Carretera de Dakota del Sur 20